# Wickwar
Wickwar är en ort och civil parish i Storbritannien.   Den ligger i kommunen South Gloucestershire och riksdelen England, i den södra delen av landet, 160 km väster om huvudstaden London. Wickwar ligger 83 meter över havet och antalet invånare är 1 736.
Terrängen runt Wickwar är huvudsakligen platt, men åt nordost är den kuperad. Runt Wickwar är det tätbefolkat, med 476 invånare per kvadratkilometer. Närmaste större samhälle är Kingswood, 17,4 km söder om Wickwar. Trakten runt Wickwar består i huvudsak av gräsmarker.